# SN 2008hs
SN 2008hs – supernowa typu Ia odkryta 1 grudnia 2008 roku w galaktyce NGC 910. W momencie odkrycia miała maksymalną jasność 17,70m.